# Stazione meteorologica dell'isola di Stromboli
La stazione meteorologica dell'isola di Stromboli è la stazione meteorologica di riferimento per il Servizio meteorologico dell'Aeronautica Militare e per l'Organizzazione meteorologica mondiale relativa all'Isola di Stromboli, nell'arcipelago delle Eolie.

## Storia
L'osservatorio meteorologico era originariamente gestito dalla Regia Marina, mentre dopo la seconda guerra mondiale passò sotto la gestione del Servizio Meteorologico dell'Aeronautica Militare.
L'osservatorio rimase presidiato fino al 30 aprile 1975 e, in seguito alla sua dismissione, è stata attivata nel medesimo luogo di ubicazione una stazione meteorologica automatica.

## Caratteristiche
La stazione meteorologica, in passato presidiata e attualmente di tipo automatico DCP, si trova nell'Italia insulare, in Sicilia, nella città metropolitana di Messina, nel comune di Lipari, sull'Isola di Stromboli, a 4 metri s.l.m. e alle coordinate geografiche 38°48′09.95″N 15°14′03.26″E.
L'attuale stazione automatica, oltre ai dati di temperatura, temperatura di rugiada, vento e precipitazioni, effettua anche misurazioni dell'eliofania.

## Medie climatiche ufficiali

### Dati climatologici 1951-1980
In base alla media trentennale 1951-1980, effettivamente elaborata tra il 1953 e il 1974 e non dissimile da quella del trentennio di riferimento climatico 1961-1990 dell'Organizzazione meteorologica mondiale, la temperatura media dei mesi più freddi, gennaio e febbraio, si attesta a +12,3 °C; quella del mese più caldo, agosto, è di +26,0 °C.
| Isola di Stromboli (1951-1980) | Mesi | Mesi | Mesi | Mesi | Mesi | Mesi | Mesi | Mesi | Mesi | Mesi | Mesi | Mesi | Stagioni | Stagioni | Stagioni | Stagioni | Anno |
| Isola di Stromboli (1951-1980) | Gen  | Feb  | Mar  | Apr  | Mag  | Giu  | Lug  | Ago  | Set  | Ott  | Nov  | Dic  | Inv      | Pri      | Est      | Aut      | Anno |
| ------------------------------ | ---- | ---- | ---- | ---- | ---- | ---- | ---- | ---- | ---- | ---- | ---- | ---- | -------- | -------- | -------- | -------- | ---- |
| T. max. media (°C)             | 14,8 | 15,0 | 15,9 | 18,4 | 22,2 | 26,2 | 29,3 | 30,2 | 27,9 | 23,6 | 19,6 | 16,4 | 15,4     | 18,8     | 28,6     | 23,7     | 21,6 |
| T. min. media (°C)             | 9,8  | 9,5  | 10,3 | 11,9 | 14,8 | 18,4 | 21,1 | 21,8 | 20,1 | 16,6 | 13,7 | 11,3 | 10,2     | 12,3     | 20,4     | 16,8     | 14,9 |

## Valori estremi

### Temperature estreme mensili dal 1946 ad oggi
Nella tabella sottostante sono riportate le temperature massime e minime assolute mensili, stagionali ed annuali dal 1946 ad oggi, con il relativo anno in cui si queste si sono registrate. La temperatura massima assoluta del periodo esaminato di +42,0 °C è stata registrata nel luglio 2025, mentre la temperatura minima assoluta di +1,5 °C risale al marzo 1963.
Sebbene la serie temporale parta dal 1946, si è registrata una mancanza di dati nei periodi compresi tra il 1º maggio 1975 e il 27 luglio 2005, tra il 20 giugno 2007 e il 5 giugno 2008, tra il 7 febbraio 2009 e il 23 febbraio 2010, tra il 6 dicembre 2012 e il 20 aprile 2013, tra il 4 luglio e il 3 ottobre 2013, tra il 26 novembre 2014 e il 28 febbraio 2015 e tra il 4 giugno 2015 e il 5 aprile 2016; risultano incompleti i dati del settembre e novembre 2008, del periodo compreso tra novembre 2010 e gennaio 2011, del febbraio 2012, del novembre e dicembre 2013, del marzo 2015 e del periodo compreso tra il 7 giugno e il 29 luglio 2019.
| Isola di Stromboli (1946-2025) | Mesi        | Mesi        | Mesi        | Mesi        | Mesi        | Mesi        | Mesi        | Mesi        | Mesi        | Mesi        | Mesi        | Mesi        | Stagioni | Stagioni | Stagioni | Stagioni | Anno |
| Isola di Stromboli (1946-2025) | Gen         | Feb         | Mar         | Apr         | Mag         | Giu         | Lug         | Ago         | Set         | Ott         | Nov         | Dic         | Inv      | Pri      | Est      | Aut      | Anno |
| ------------------------------ | ----------- | ----------- | ----------- | ----------- | ----------- | ----------- | ----------- | ----------- | ----------- | ----------- | ----------- | ----------- | -------- | -------- | -------- | -------- | ---- |
| T. max. assoluta (°C)          | 25,0 (2021) | 25,6 (1955) | 32,6 (1952) | 31,2 (1952) | 34,2 (2006) | 39,4 (2021) | 42,0 (2025) | 39,7 (2021) | 35,4 (1962) | 32,6 (1961) | 27,6 (2012) | 24,2 (2022) | 25,6     | 34,2     | 42,0     | 35,4     | 42,0 |
| T. min. assoluta (°C)          | 1,6 (1963)  | 1,6 (1956)  | 1,5 (1963)  | 5,0 (1967)  | 8,0 (1954)  | 12,5 (1962) | 16,2 (1948) | 17,2 (1972) | 13,0 (1971) | 8,4 (1971)  | 6,5 (1955)  | 3,7 (1961)  | 1,6      | 1,5      | 12,5     | 6,5      | 1,5  |